# Ali Hasan al-Dżabir
Ali Hasan al-Dżabir, arab. ‏علي حسن الجابر‎ (ur. 12 grudnia 1955, zm. 12 marca 2011) – katarski kamerzysta, pracownik Al-Dżaziry.
Studiował kinematografię na Akademii Sztuk Pięknych w Kairze w Egipcie. Przez 20 lat pracował dla katarskiej telewizji Doha, a następnie dołączył do Al-Dżaziry.
Jego ostatnie zadanie dotyczyło dokumentacji libijskiego powstania, które wybuchło na początku 2011 i wzmogło się w lutym tego roku. Został postrzelony w zasadzce niedaleko Bengazi. Mimo przewiezienia do szpitala zmarł. W tej samej zasadzce został ranny również korespondent Al-Dżaziry.
Ali Hasan al-Dżabir był pierwszym dziennikarzem, który został zabity w czasie konfliktu w Libii. Dyrektor generalny Al-Dżaziry, Wadah Khanfar, powiedział po tym zdarzeniu, że jest to „bezprecedensowa kampania” przeciwko Al-Dżazirze wytoczona przez Mu’ammara al-Kaddafiego. Zabójstwo potępiło 13 marca Amnesty International, a Reporterzy bez Granic wyrazili w specjalnym oświadczeniu swoje oburzenie.